# Megachile affinis
Megachile affinis är en biart som beskrevs av Gaspard Auguste Brullé 1832. Megachile affinis ingår i släktet tapetserarbin, och familjen buksamlarbin. Inga underarter finns listade i Catalogue of Life.